# Andy McQueen
Andy McQueen (2 marzo 1991) è un attore canadese.

## Biografia
D'origine indo-guyanese, è stato candidato ai Canadian Screen Awards per il suo ruolo nel film Disappearance at Clifton Hill (2019). È noto principalmente per aver interpretato il detective Malik Abed in Coroner e il boss caraibico Carlos Singh in Outer Banks.

## Filmografia parziale

### Cinema
- Fahrenheit 451, regia di Ramin Bahrani (2018)
- Familiar Touch, regia di Sarah Friedland (2024)

### Televisione
- Warehouse 13 – serie TV, episodio 4x16 (2013)
- The Listener – serie TV, episodio 4x05 (2013)
- Saving Hope – serie TV, episodio 4x08 (2015)
- The Girlfriend Experience – serie TV, episodi 1x01-1x02 (2016)
- Private Eyes – serie TV, episodio 1x06 (2016)
- The Handmaid's Tale – serie TV, episodio 2x08 (2018)
- Killjoys – serie TV, episodi 4x02-4x03 (2018)
- Jack Ryan – serie TV, episodio 1x03 (2018)
- Nurses - Nel cuore dell'emergenza (Nurses) – serie TV, episodi 1x06-1x07 (2020)
- Coroner – serie TV, 34 episodi (2019-2022)
- Station Eleven – miniserie TV, 4 puntate (2021-2022)
- Outer Banks – serie TV, 8 episodi (2023)
- Mrs. Davis – miniserie TV, 8 puntate (2023)

### Doppiaggio
- Harishva "Harry" Pandey in Tom Clancy's Rainbow Six Siege (2015)

## Doppiatori italiani
Nelle versioni in italiano delle opere in cui ha recitato, Andy McQueen è stato doppiato da:
- Ricardo Scarafoni in Coroner
- Gabriele Sabatini in Outer Banks
- Fabrizio Dolce in Jack Ryan